# Agylla nigritia
Agylla nigritia là một loài bướm đêm thuộc phân họ Arctiinae, họ Erebidae.